# Erik Vlček
Erik Vlček (Komárno, 29 dicembre 1981) è un canoista slovacco.
Ha vinto due medaglie d'argento nel K4 1000 m ai Giochi olimpici di Pechino 2008 e di Rio de Janeiro 2016, una medaglia di bronzo nel K4 1000 m ai Giochi olimpici di Atene 2004 e una medaglia di bronzo nel K4 500 m ai Giochi olimpici di Tokyo 2020. Inoltre è stato campione mondiale in più occasioni.

## Palmarès
- Olimpiadi

Atene 2004: bronzo nel K4 1000m.
Pechino 2008: argento nel K4 1000m.
Rio de Janeiro 2016: argento nel K4 1000m.
Tokyo 2020: bronzo nel K4 500m.
- Mondiali

Poznań 2001: bronzo nel K4 500m.
Siviglia 2002: oro nel K4 500m e nel K4 1000m.
Gainesville 2003: oro nel K4 500m e nel K4 1000m.
Zagabria 2005: argento nel K4 1000m.
Seghedino 2006: oro nel K4 500m.
Duisburg 2007: oro nel K4 500m e bronzo nel K4 1000m.
Dartmouth  2009: argento nel K4 200m e bronzo nel K4 1000m.
Seghedino 2011: oro nel K2 1000m.
Mosca 2014: oro nel K2 500m e nel K2 1000m.
Milano 2015: oro nel K4 1000m.
Montemor-o-Velho 2018: argento nel K4 1000m.
Seghedino 2019: bronzo nel K4 500m.
- Campionati europei di canoa/kayak sprint

Poznań 2000: argento nel K4 500m.
Milano 2001: oro nel K4 1000m e argento nel K4 500m.
Seghedino 2002: oro nel K4 500m e nel K4 1000m.
Poznań 2005: oro nel K4 1000m.
Račice 2006: oro nel K4 500m e K4 1000m.
Pontevedra 2007: oro nel K4 500m e nel K4 1000m.
Milano 2008: oro nel K4 500m e K4 1000m.
Brandeburgo 2009: argento nel K4 1000m.
Belgrado 2011: argento nel K2 500m.
Zagabria 2012: bronzo nel K2 1000m.
Brandeburgo 2014: bronzo nel K2 1000m.
Račice 2015: argento nel K2 500m.
Mosca 2016: oro nel K4 1000m e argento nel K4 500m.
Plovdiv 2017: argento nel K4 500m e bronzo nel K4 1000m.
- Giochi europei

Minsk 2019: bronzo nel K4 500m.